# Blakhernai templom
A Blakhernai Szűz Mária-temploma (görögül: Θεοτòκος τών Βλαχερνών (kiejtése: Theotókosz tón Blachernón); törökül: Meryem Ana Kilisesi) a keleti kereszténység, azon belül főként a bizánci rítust követő egyházak kiemelkedően fontos szent helye Isztambul Ayvansaray (azaz a Hit negyede) nevű városrészében. A ma látható épületet 1867-ben építették az eredeti, 5. századi templom helyén, amely a görög ortodoxok egyik legszentebb helye volt egészen 1434-es pusztulásáig. A blakhernai templomot egykor Konstantinápoly második legfontosabb templomának tartották a Hagia Szophia után. Az egykori bizánci császári palota falain belül felépített templomban történt meg az Istenszülő oltalmának csodája, amelynek emlékéről a keleti rítusú egyházak mind a mai napig ünnepnapon emlékeznek meg.

A templom az egykori császári palota falain belül épült újjá a Mustafa Paşa Bostanı út mentén mindössze néhány lépésre az Aranyszarv-öböltől. Szűz Mária tiszteletének szent helyét egy nagy kert veszi körül, amelyet magas falak öveznek.

## Története
A templomot Pulkheria, keletrómai császárné kezdte el építtetni 450-ben. Az alapokat II. Theodosius falain kívül, Konstantinápoly hatodik dombjának lábainál egy szent vizű kút (görögül: Hagiaszma) mellett fektették le. A császárné halála után a templom építését férje, Marcianus fejezte be 453-ban.
I. Leó császár idejében két másik épület is felépült a templom közvetlen közelében. Az egyik a Hagia Szorosz volt, amely görögül Szent Ereklyetartót jelent. Az épület tulajdonképpen a blakhernai templom oldalához hozzáépített kápolna, görögül parekklészion volt, amelyet Leó azért építtetett, hogy ott helyezzék el Szűz Mária köpönyegét, amelyet 473-ban hoztak át Palesztinából. A másik épületet Hagia Louszma, azaz Szent Fürdő névvel illették. A fürdő a templom melletti kút szent vizét használta.
Leó császár új épületei nagy jelentőséget adtak a templomnak és a közvetlen környezetének. A kápolna kiemelkedően fontos ereklyéje és a szent vizű fürdő arra késztette Bizánc későbbi urait, hogy nagyszabású építkezésekbe kezdjenek a templom körül, és így kialakítsák Konstantinápoly új császári palotaegyüttesét, a Blakhernai palotákat. A 6. század első negyedében I. Justinus, később I. Justinianus császár is kibővíttette és felújíttatta a templomot.
Az épület azonban nemcsak kívülről vált egyre díszesebbé és nagyobbá, hanem belülről is. A 6. században a legendárium szerint viaszból, és keresztény mártírok hamvából készítették el a híres Blakhernai Istenszülő ikonját, amelyet gyakran Blakhernitisszának is neveznek. A képet arannyal és ezüsttel vonták be, és a parekklészionban helyezték el a szent szűz relikviái mellett. Ezeket a bizánciak és a konstantinápolyiak is országuk védelmező talizmánjaiként tisztelték. A templom története szerint az első csoda 626-ban történt, amikor a Bizánci Birodalmat az avarok és a keleti Szászánida Birodalom seregei egyszerre támadták meg. Amíg Hérakleiosz császár a keleti fronton harcolt, elsőszülött fia, Konsztantinosz és a város pátriárkái a szent ikont kihozták a kápolnából, és körmenetben végigjárták Konstantinápoly védműveit, hogy imájukkal távoltartsák az ellenséges erőket. A körmenet után nem sokkal az avar kán flottája elbukott. A kán a történet szerint a vesztett csata után azt mondta, hogy seregeit egy fiatal asszony rémítette meg, aki ékszerekkel díszítve jelent meg előttük a város falain.

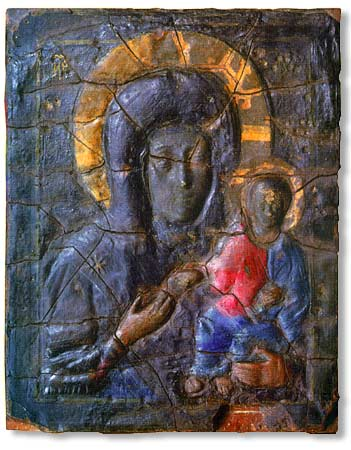
A Blakhernai Istenszülő ikonja

A kegykép és a templom védelmező ereje a következő századokban még erősebbé vált Bizáncban. A blakhernai szűz közbenjárásának tulajdonították a 717-718-as arab ostrom sikeres elhárítását, és a szláv ajkú ruszok 860-as támadásának a kivédését is. A ruszok ostroma ellen a bizánciak azzal próbáltak védekezni, hogy egy kis időre a tenger vizébe mártották Mária köpönyegét, hogy így kérjék az Úr segítségét a bizánci flotta megsegítésére. Néhány napon belül a szláv hajóhad végzetes vereséget szenvedett. A hagyomány szerint a bolgár sereg élén Konstantinápoly feldúlására és kifosztására készülő I. Simeon cárt is a szűz győzte meg arról, hogy tárgyalóasztal mellett zárják le harcaikat 926-ban.
944. augusztus 15-én Bizánc császárai újabb fontos ereklyéket ajándékoztak a blakhernai templomnak: az egyik V. Abgarus Jézusnak írott levele, a másik pedig a Mandylion, azaz Krisztus nem kézzel festett képe volt. A relikviákat azonban hamarosan átköltöztették a Phároszi Szűz Mária templomába, ahol a császárok a legszentebb erekyléiket őrizték. 

A Blakhernitisszima, a bizánciak legmélyebben tisztelt ikonját azonban nem mozdították ki a templomból. Éppen ezért a blakhernai templom fontos szerepet kapott a Bizáncban dúló képromboló mozgalom idején. Itt ült össze a hiereiai zsinat, amely elítélte a vallásos képek tiszteletét, bálványimádásnak minősítve azt, és elindítva a képrombolást. V. Konsztantinosz császár a zsinat döntése értelmében eltávolíttatta az eredeti, szenteket ábrázoló mozaikokat a templomból, és azokat semleges természeti témájú képekre cseréltette le. A vallásos harcokat a Blakhernai Istenszülő ikonja sem kerülhette el. Ezüsttel kevert malterrel falazták be a képet. A képrombolás végül 843-ban ért véget. A húsvéti böjt első vasárnapján a blakhernai templomban hálaadó vigíliával (az úgynevezett Agrypniával) ünnepelték az ikonpusztítás végét. A befalazott kép azonban csak jóval később, közel két évszázaddal később került újra elő III. Rómanosz császár felújítási munkálatainak jóvoltából. A templom 1070-ben egy tűzvészben teljesen elpusztult, de az eredeti tervek szerint IV. Romanosz azonnal nekilátott az újjáépítésének. Az építkezést Romanosz utóda, VII. Mihály császár fejezte be.
Anna Komnéné hercegnő elbeszélése örökítette meg az úgynevezett szokásos csoda (görögül: συνετης θαυμα) történetét, amely szintén a blakhernai templomhoz kötődik. A legenda szerint egy pénteki napon, napnyugta után, amikor már senki nem járt a templomban, lassan felemelkedett a Blakhernai Istenszülő ikonját borító lepel, felfedve Mária arcát. A lepel pontosan egy nap múlva lassan visszahullott a kép elé. A csoda többször is megismétlődött, de a negyedik keresztes hadjárat után teljesen megszűnt.
Az 1204-es úgynevezett latin hódítás után a templom a római egyház kezébe került, és közvetlenül a Szentszék irányítása alá vonták, de még a Latin Császárság bukása előtt, III. János császár pénzért cserébe visszaadta blakhernai templomot az ortodox egyháznak. Mindenesetre Konstantinápoly 1204-es ostroma után a templom egyre elhanyagoltabb állapotba került. 1434. február 29-én néhány nemes gyermeke galambokra vadászott a templom tetőterében, véletlenül lángra lobbantva a faszerkezetet. A tűzben nemcsak a templom, hanem egész Blakhernai negyed is teljesen elpusztult. 

A templom újjáépítésére már nem maradt pénz, és Konstantinápoly elestével, az Oszmán Birodalom fővárosában ez sokáig lehetetlen is maradt. 1867-ben ortodox vallású szőrmekereskedők vették meg az egykori templom területét, és ők építették fel a ma is látható kis templomot.

## Külső hivatkozások
- The Church of Panagia of Blachernæ
- Hidden treasures of Istanbul